# Saint-Léopardin-d'Augy
 Saint-Léopardin-d'Augy  là một xã ở tỉnh Allier thuộc miền trung nước Pháp.